# Stanislav Žekov
Stanislav Želev Žekov (in bulgaro Станислав Желев Жеков?, traslitterazione anglosassone: Stanislav Zhelev Zhekov; Burgas, 6 febbraio 1980) è un ex calciatore bulgaro, di ruolo difensore.

## Carriera
Ha giocato con vari club, tra cui Spartak Varna e Černomorec. Tra il 2010 e il 2011 ha militato nel Montana.